# Giovanni Maria Parente

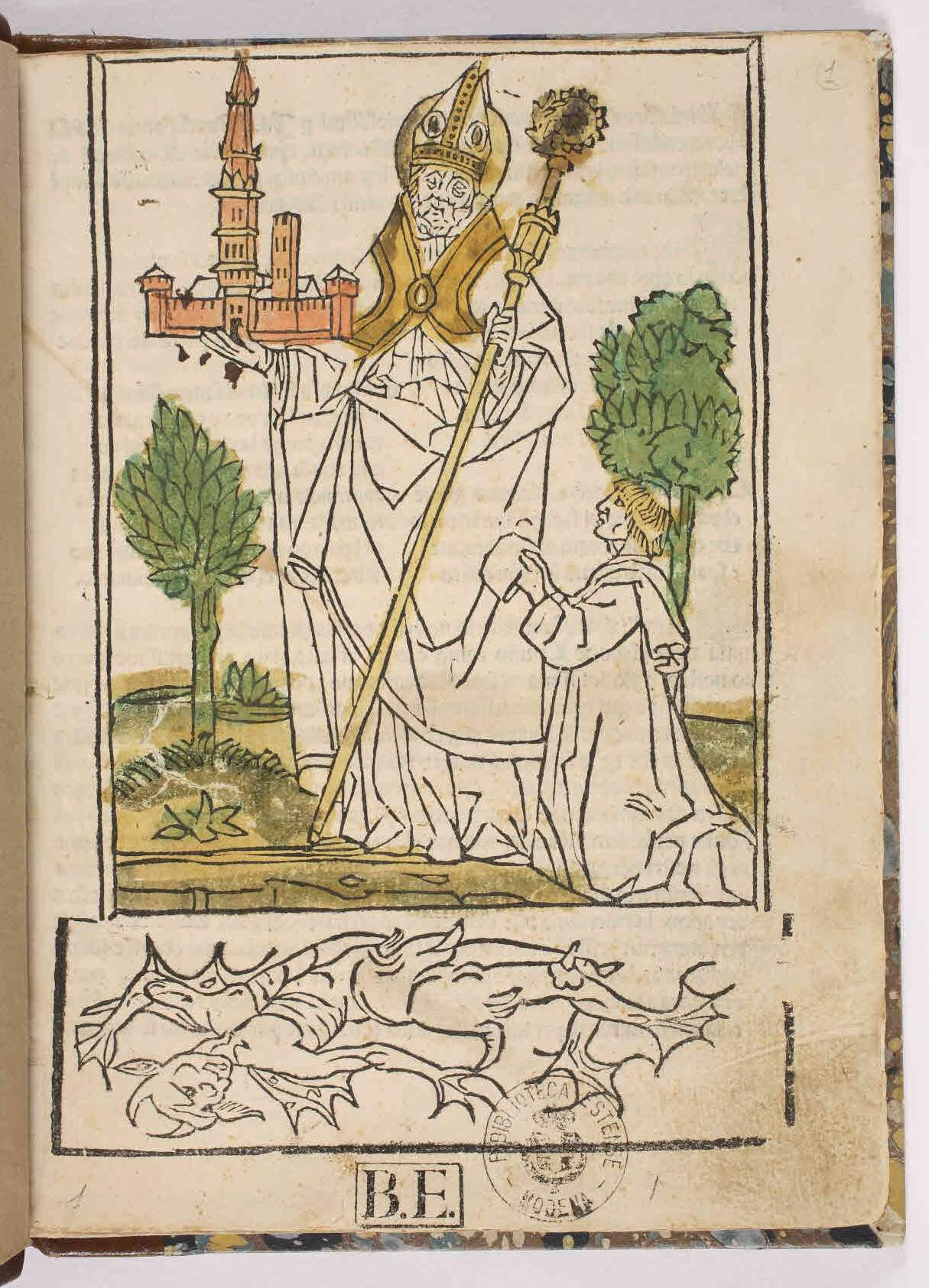
Vita di san Gimignano

Giovanni Maria Parente (Modena, XV secolo – dopo il 1495) è stato un religioso, scrittore e editore italiano.

## Opere
- Giovanni Maria Parente, Vita di san Gimignano, Impressa Mutinae, Domenico Rococciola, 1495.